# بخش ناکس (شهرستان جفرسون، اوهایو)
بخش ناکس (به انگلیسی: Knox Township) یک منطقهٔ مسکونی در ایالات متحده آمریکا است که در شهرستان جفرسون، اوهایو واقع شده‌است.
 بخش ناکس ۷۶٫۸ کیلومتر مربع مساحت و ۴٬۶۷۰ نفر جمعیت دارد و ۲۹۱ متر بالاتر از سطح دریا واقع شده‌است.